# Calle de Caños Viejos
Calle de Caños Viejos o Cuesta de los Caños Viejos son denominaciones tradicionales para una vía pública de la ciudad española de Madrid, que desciende desde la calle de Bailén hasta las inmediaciones de la calle de Segovia a la altura de la plazuela de la Morería en el barrio de Palacio de la ciudad de Madrid.

## Historia
Aunque no aparece rotulada en los planos de Texeira (1656) y Espinosa (1769), sí figura como cuesta en los expedientes del Archivo Municipal de la Villa de Madrid «con antecedentes de construcciones particulares desde 1598».
Diversos autores sitúan en su entorno una de las fuentes más antiguas de Madrid, ya activa en el periodo árabe, conocida con diversos nombres: Caños viejos, pilares de San Pedro (por estar vecina a la parroquia de San Pedro el Viejo) y fuente de la calle de la Puente o de la calle de Segovia, que al parecer fue su anterior emplazamiento. Otros cronistas sitúan estos Caños en Puerta Cerrada, o bien en la plazuela a espaldas de San Pedro el Viejo. 
Dicha fuente aparece mencionada en varias ocasiones en el Fuero de Madrid de 1202.

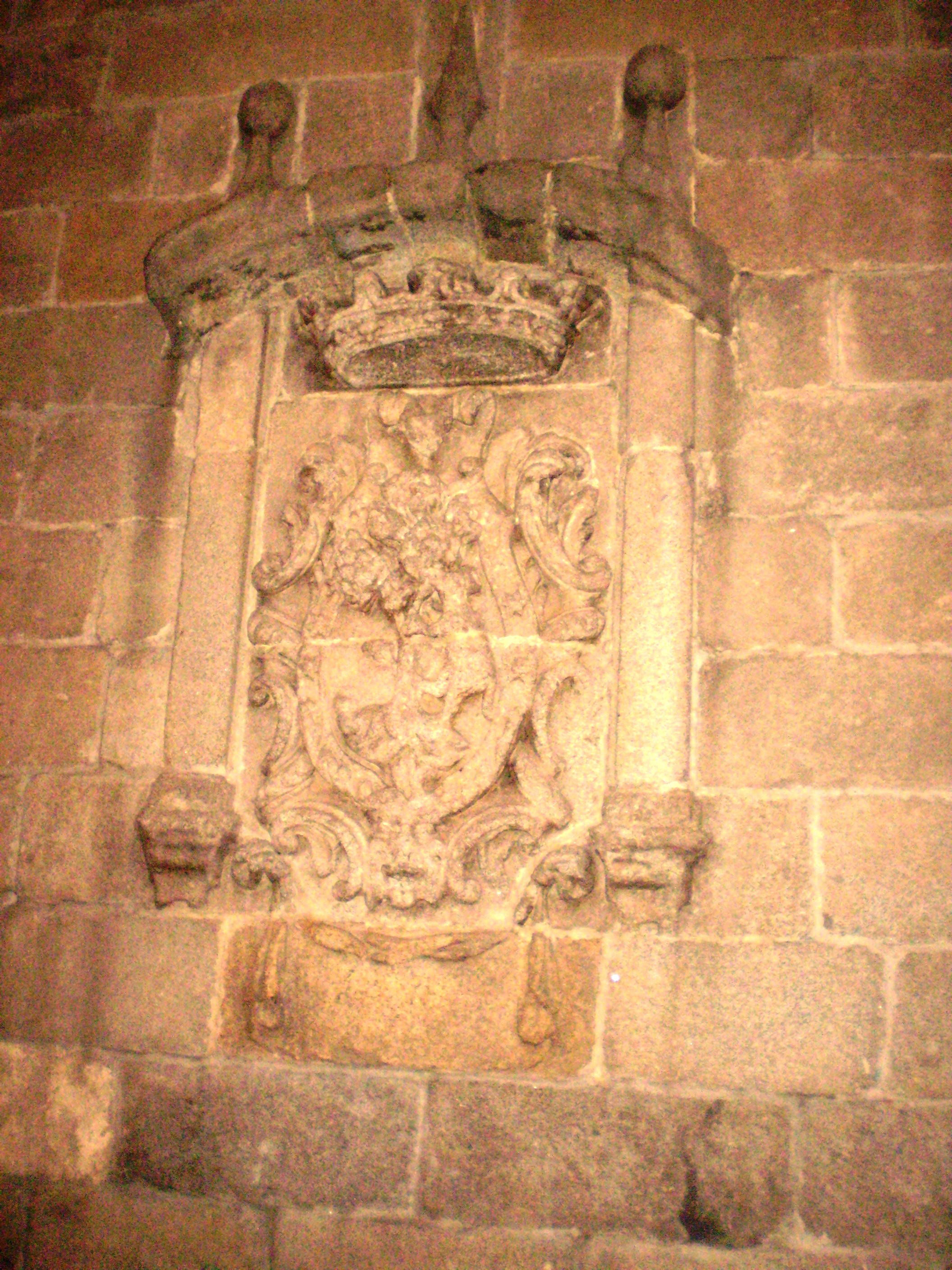
Escudo de Madrid, que estuvo en la antigua Casa del Pastor y aún en el inicio del siglo podía verse en la fachada del edificio que sustituyó al que estuvo en aquel solar, junto a la cuesta de Caños Viejos.

En la parte alta de la cuesta, llegando a la calle de Segovia tiene su fachada occidental la casa del Pastor, como bien describe Mesonero Romanos en sus Paseos por el El antiguo Madrid: 

Entre la costanilla de San Andrés y la plazoleta y cuesta llamada de los Caños Viejos, hay varias casas de sólida y moderna construcción. La última, algo más antigua y conocida (acaso por su afortunado dueño), con el nombre de la Casa del Pastor, tiene la particularidad de que estando colocada entre la calle baja de Segovia y el final del callejón o plazuela del Alamillo, da salida a esta como piso bajo por el que es segundo en aquella. En el costado de dicha casa que mira a la plazoleta estuvo la fuentecilla que se llamó de los Caños Viejos de San Pedro, y sobre ella hay un escudo con las armas de Madrid. (1861)

No queda vestigio de la fuente pero sí se ha conservado el escudo labrado en piedra blanca caliza, quizá la muestra heráldica arqueológica más antigua de Madrid.